# Unité urbaine de Stenay
L'unité urbaine de Stenay est une unité urbaine française centrée sur la commune de Stenay dans la Meuse, en région Grand Est.

## Données générales
En 2010, selon l'Insee, l'unité urbaine était composée de deux communes.
En 2020, à la suite d'un nouveau zonage, elle est composée des deux mêmes communes.
En 2022, avec 2 874 habitants, elle représente la 8e unité urbaine du département de la Meuse.
En 2022, sa densité de population s'élève à 57 hab/km2. Par sa superficie, elle représente 0,81 % du territoire départemental et, par sa population, elle regroupe 1,59 % de la population du département de la Meuse.

## Composition 2020 de l'unité urbaine
Elle est composée des deux communes suivantes :
| Nom                   | Code Insee | Département | Statut       | Superficie (km2) | Population (dernière pop. légale) | Densité (hab./km2) | Modifier                                    |
| --------------------- | ---------- | ----------- | ------------ | ---------------- | --------------------------------- | ------------------ | ------------------------------------------- |
| Stenay (ville-centre) | 55502      | Meuse       | ville-centre | 27,16            | 2 428 (2022)                      | 89                 | modifier les données · modifier les données |
| Laneuville-sur-Meuse  | 55279      | Meuse       | banlieue     | 22,82            | 446 (2022)                        | 20                 | modifier les données · modifier les données |

## Évolution démographique
| 1968  | 1975  | 1982  | 1990  | 1999  | 2010  | 2015  | 2022  |
| ----- | ----- | ----- | ----- | ----- | ----- | ----- | ----- |
| 4 686 | 4 360 | 4 222 | 3 641 | 3 377 | 3 211 | 3 173 | 2 874 |

#### Données générales
- Unité urbaine
- Aire d'attraction d'une ville
- Liste des unités urbaines de France

#### Données démographiques en rapport avec l'unité urbaine de Stenay
- Arrondissement de Verdun

#### Données démographiques en rapport avec la Meuse
- Démographie de la Meuse